# سدیم پراکسید
سدیم پراکسید (به انگلیسی: Sodium peroxide) با فرمول شیمیایی Na۲O۲ یک ترکیب شیمیایی با شناسه پاب‌کم ۱۴۸۰۳ است. که جرم مولی آن ۷۷٫۹۸ g/mol می‌باشد. شکل ظاهری این ترکیب، پودر سفید و زرد است.